# SARD
SARD Corporation Kabushiki gaisha Sādo (株式会社サード, abreujat com a Sigma Advanced Racing Development) és una companyia de modificacions japonesa i un equip de carreres de Toyota, principalment competint en les sèries Super GT i especialitzada en parts modificades dels Toyota.

## Enllaços externs

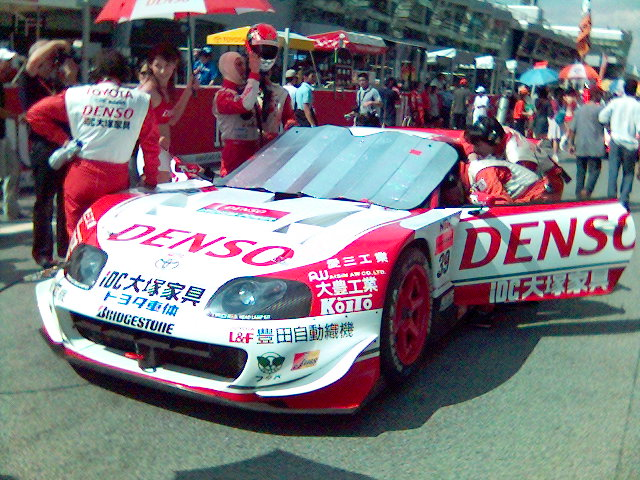
SARD Supra